# 丁曰健
丁曰健（？—？），字述安，號述菴，直隸順天宛平人，本籍安徽安慶懷寧，清朝官員。編輯《治臺必告錄》八卷。

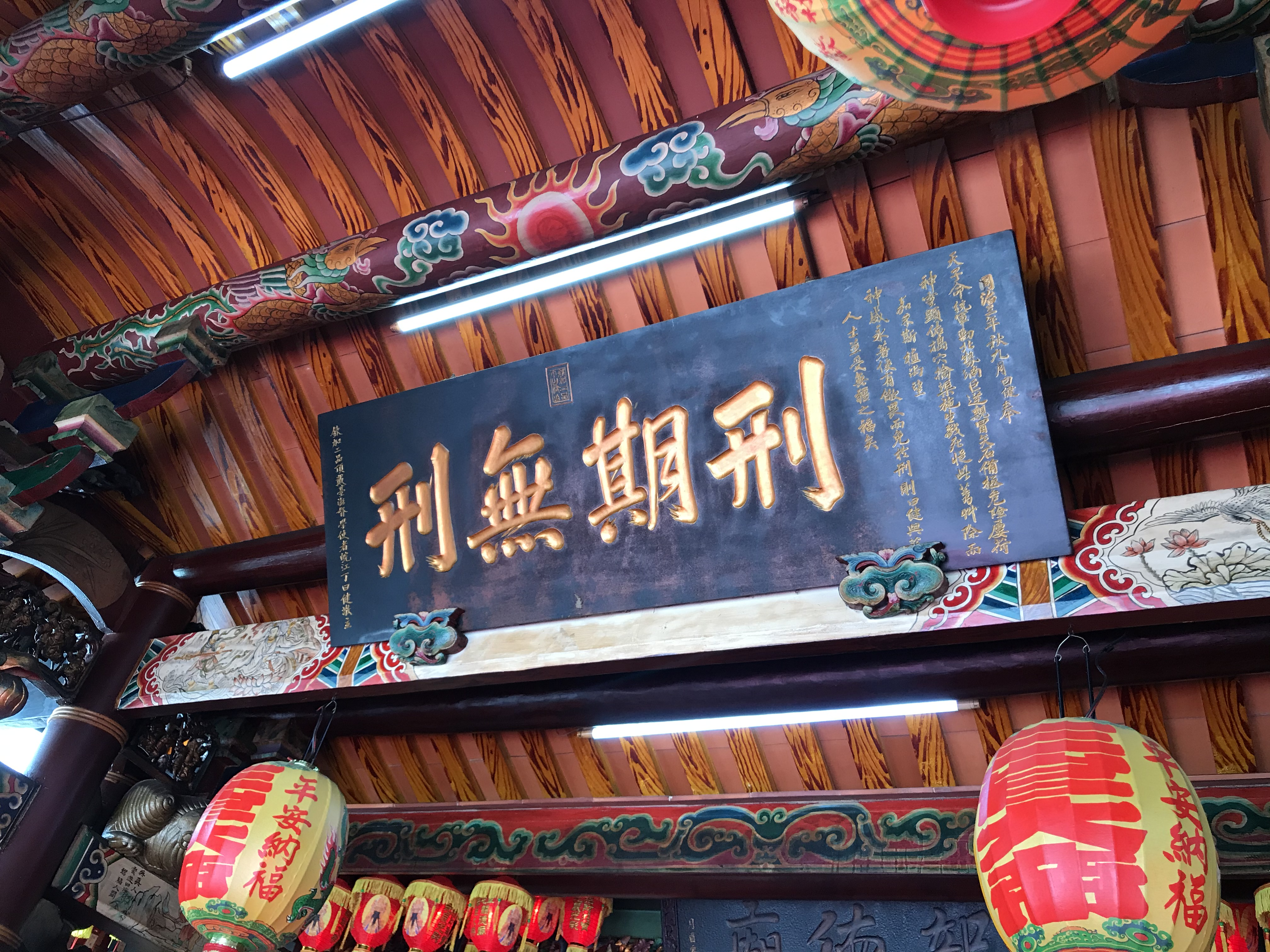
月眉厝龍德廟「刑期無刑」匾

## 生平
道光十五年（1835年）舉人。道光廿七年九月初六（1847年10月14日）任臺灣府鳳山縣知縣，道光廿八年十月初六（1848年11月1日）交卸，調任嘉義縣知縣。咸豐元年（1851年）擔任南路海防兼理番同知，咸豐四年（1854年）接替朱材哲，擔任淡水同知。小刀會黃位來臺起事，影響基隆、新竹時，丁曰健招集鄉勇鎮壓。
同治二年（1863年）任按察使銜分巡台灣兵備道，鎮壓戴萬生事件，並迫使戴萬生投降並斬殺。

### 列表
- 劉寧顏編，《重修台灣省通志》，台北市，台灣省文獻委員會，1994年。
- 顧敏耀，《東瀛紀事校注》，台北：台灣書房出版公司，2011。

| 官衔          | 官衔                              | 官衔          |
| ------------- | --------------------------------- | ------------- |
| 前任： 王廷幹 | 嘉義縣知縣 1848年上任             | 繼任： 呂朝梁 |
| 前任： 朱材哲 | 台灣府淡水撫民同知 1854年上任     | 繼任： 唐均   |
| 前任： 陳懋烈 | 按察使銜分巡台灣兵備道 1863年上任 | 繼任： 吳大廷 |